# Municipio de Jackson (condado de Elkhart)
El municipio de Jackson (en inglés: Jackson Township) es un municipio ubicado en el condado de Elkhart en el estado estadounidense de Indiana. En el año 2010 tenía una población de 4288 habitantes y una densidad poblacional de 45,54 personas por km².

## Geografía
El municipio de Jackson se encuentra ubicado en las coordenadas 41°28′52″N 85°49′39″O / 41.48111, -85.82750. Según la Oficina del Censo de los Estados Unidos, el municipio tiene una superficie total de 94.16 km², de la cual 94 km² corresponden a tierra firme y (0,17 %) 0,16 km² es agua.

## Demografía
Según el censo de 2010, había 4288 personas residiendo en el municipio de Jackson. La densidad de población era de 45,54 hab./km². De los 4288 habitantes, el municipio de Jackson estaba compuesto por el 97,55 % blancos, el 0,09 % eran afroamericanos, el 0,19 % eran amerindios, el 0,26 % eran asiáticos, el 1,07 % eran de otras razas y el 0,84 % eran de una mezcla de razas. Del total de la población el 3,71 % eran hispanos o latinos de cualquier raza.